# 萨拉·戴维斯
萨拉·戴维斯（英語：Sarah Davies，1992年8月19日—），英国女子举重运动员，2018年英联邦运动会女子69公斤级银牌得主、2021年欧洲举重锦标赛女子64公斤级银牌得主、2021年世界举重锦标赛女子71公斤级银牌得主、2022年英联邦运动会女子71公斤级金牌得主。